# Manuel Trueba Mirones
Manuel Trueba Mirones   (Santander, 20 de maig de 1908 - Manta, 13 de gener de 1981) fou un militar comunista espanyol que comandà diverses unitats de l'Exèrcit Popular de la República durant la Guerra Civil espanyola.
Va ingressar en el Partit Comunista Espanyol procedent de les Joventuts Comunistes. El 1931 va ser enviat a l'URSS, juntament amb Lina Odena, on va rebre cursos de formació en l'Escola Leninista de Moscou. AL seu retorn, militant a la Unió General de Treballadors (UGT), va passar a ser dirigent del Sindicat de la Indústria Hotelera a Barcelona, convertit posteriorment en la Federació Obrera dels Sindicats de la Indústria Gastronòmica (FOSIG), organització de la qual va ser escollit Secretari General el gener de 1937.
Constantment enfrontat amb la direcció del Partit Comunista de Catalunya (PCC), del qual era fundador i militant, hi va protagonitzar diverses controvèrsies, com ara en l'assumpte de la mort en accident automobilístic de Ramon Casanellas i Francisco del Barrio a l'octubre del 1933, acusant directament la direcció del partit d'haver instigat els seus assassinats, o en "el cas Ardiaca" del 1934, en el qual va acusar de deserció del seu càrrec el secretari polític del PCC durant els sagnants Fets d'Octubre.
Després de l'aixecament militar, l'agost del 1936, tot just iniciada la Guerra Civil espanyola, comandà, juntament amb José del Barrio, la columna Carles Marx, adscrita al front d'Aragó. Primer com a major de milícies, i després com a tinent coronel, manant successivament la 27a, la 24a i la 31a Divisions republicanes, aquesta última des d'abril de 1938, passant a formar part durant un temps de l'Estat Major del XXI Cos d'Exèrcit.
Passat a França a l'acabar la guerra, marxà a Caracas (Veneçuela) on va participar en una trama per a enderrocar el Govern, però fou delatat i empresonat juntament amb la seva esposa embarassada. La seva única filla, Esperança, nasqué durant l'estada a la presó. Deportat a l'Equador, se'n va anar a viure a Manta, on es dedicà al periodisme a través d'una emissora de ràdio i del diari El Mercurio i assolí una certa prosperitat econòmica.